# Ustina
Ustina (bulgariska: Устина) är ett distrikt i Bulgarien.   Det ligger i kommunen obsjtina Rodopi och regionen Plovdiv, i den centrala delen av landet, 120 km sydost om huvudstaden Sofia.
I omgivningarna runt Ustina växer i huvudsak blandskog. Runt Ustina är det ganska glesbefolkat, med 50 invånare per kvadratkilometer.